# Обикновена ралица
Обикновена ралица или битолско цвете (Consolida regalis) е растителен вид от семейство Лютикови. Тя е плевелно, медоносно растение, което се среща често в България.

## Местообитание
Видът се среща най-често сред посевите на житни растения, сухи буренясали места и канавки покрай пътищата. Разпространено е почти из цяла България на надморска височина до 1100 m.

## Описание
Обикновената ралица е едногодишно тревисто растение с височина до 60 cm. Стъблото е изправено и разперено. Листата са последователно разположени. Цъфти през май. Цветовете са синьо-лилави и образуват разперени метличести съцветия. Цветът е двустранно симетричен от пет чашелистчета и две венчелистчета, които са сраснали. Горното чашелистче е удължено и се нарича шпора. Тичинките са 8 - 10 бр. с плоски дръжки. Плодникът е един. Плодът е мехунка, от който след узряване се отделят множество дребни неправилно тристенни семенца.

## Лечебни свойства
Семената и надземната част съдържат отровни алкалоиди.